# Luiza Miller (Fausto Cleva, 1964)
Luiza Miller (Fausto Cleva, 1964) - kompletne nagranie Luizy Miller Verdiego zarejestrowane w studio RCA Italia 2-16 czerwca 1964. Wydane rok później pod szyldem RCA Red Seal oraz RCA Victor Red Seal we Włoszech, Niemczech, Wielkiej Brytanii oraz USA na trzech płytach winylowych. W późniejszych latach zremasterowane i wydane na płytach kompaktowych

## Wybrane wydania
| Rok  | Kraj            | Wydawnictwo          | Numer katalogowy | Uwagi                                      |
| ---- | --------------- | -------------------- | ---------------- | ------------------------------------------ |
| 1965 | Wielka Brytania | RCA Victor Red Seal  | RE-5534/5/6      | monofoniczne, 3 płyty winylowe             |
| 1965 | Wielka Brytania | RCA Victor Red Seal  | SER-5534/5/6     | stereofoniczne, 3 płyty winylowe           |
| 1965 | Włochy          | RCA Red Seal         | LMDS 6168(3)     | stereofoniczne, 3 płyty winylowe           |
| 1965 | Niemcy          | RCA Victor Red Seal  | LSC-6168/1-3     | stereofoniczne, 3 płyty winylowe           |
| 1965 | USA             | RCA Victor Red Seal  | LSC-6168         | stereofoniczne, 3 płyty winylowe           |
| 1988 | Europa          | BMG Classics         | GD86646(2)       | zremasterowane, stereofoniczne, 2 płyty CD |
| 2015 | Unia Europejska | Sony Music Classical | 88875073462      | zremasterowane, stereofoniczne, 2 płyty CD |